# Pierpaolo Marini
Pierpaolo Marini (Atri, 8 ottobre 1993) è un cestista italiano.

## Carriera
Abruzzese nativo di Atri ma cresciuto a Roseto, Marini ha svolto la trafila delle giovanili con la Virtus Roseto con cui ha anche debuttato sedicenne in prima squadra in Serie C2. Per la stagione 2010-2011 è passato in Divisione Nazionale C ai Roseto Sharks, società che era stata fondata un anno prima con l'intento di raccogliere l'eredità sportiva delle precedenti realtà rosetane. Nella stagione 2011-2012 si è diviso fra il campionato nazionale Under-19 con il Teramo Basket e tre presenze in doppio tesseramento con il Lanciano Basket, nelle quali ha segnato 12,7 punti di media in Divisione Nazionale C.
Prima dell'inizio della stagione 2012-2013 è tornato ai Roseto Sharks, che nel frattempo erano saliti in Divisione Nazionale B. Diciannovenne, in 38 presenze tra regular season e play-off ha viaggiato a 6,0 punti di media. La formazione biancoblù ha poi perso le finali play-off contro Corato ma è stata ripescata in Divisione Nazionale A Silver. Marini ha continuato a far parte del roster rosetano fino al termine del campionato di Serie A2 2015-2016, che lo ha visto segnare in media 10,4 punti a partita.
A pochi mesi dal compimento dei 23 anni, Marini è approdato in Lombardia in virtù dell'accordo annuale sottoscritto nel giugno 2016 con la Blu Basket Treviglio, anch'essa militante in Serie A2. In questa stagione ha realizzato 9,2 punti di media in 29 partite di regular season, numeri poi saliti a 10,6 punti nelle cinque partite di play-off disputate dagli orobici.
L'annata 2017-2018 l'ha trascorsa all'Aurora Basket Jesi, anche in questo caso in A2. Con il club marchigiano il suo utilizzo medio è salito a più di 30 minuti a gara (33,4 nello specifico) nei quali ha prodotto 14,4 punti di media, secondo miglior marcatore stagionale di squadra dietro all'americano Kenny Hasbrouck, numeri che hanno contribuito al raggiungimento dei play-off.
Nel giugno 2018 ha sottoscritto un contratto biennale con Pallacanestro Forlì 2.015, Nella prima delle due annate forlivesi ha chiuso rispettivamente con 14,5 punti di media in regular season e 15,8 ai play-off, mentre l'anno seguente ha avuto un apporto medio di 13,2 punti in una stagione mai portata a termine a causa dello stop ai campionati proclamato dalla FIP a seguito della pandemia di COVID-19.
Durante l'estate del 2020 è passato al Napoli Basket. Con 13,6 punti di media in 24 partite della prima fase, 10,2 punti in 6 partite della seconda fase e 9,3 punti in 10 gare dei play-off, Marini è stato parte attiva del roster che (oltre alla vittoria della Coppa Italia di A2) a fine campionato ha portato i partenopei a centrare la promozione in Serie A. Confermato, ha così disputato la stagione 2021-2022 nella massima serie italiana, torneo in cui il giocatore abruzzese ha segnato 4,1 punti in 14,6 minuti ad incontro. A livello di squadra, il club ha ottenuto la salvezza.
In vista della stagione 2022-2023 Marini è tornato a giocare in Serie A2 presso uno dei club in cui aveva militato in precedenza, la Blu Basket Treviglio. La sua stagione del ritorno in Lombardia si è conclusa a livello personale con 15,3 punti in regular season, 13,2 punti nella seconda fase e infine 15,5 nei play-off che hanno visto i trevigliesi uscire alle semifinali contro Torino.
Nell'estate 2023 è stato oggetto delle attenzioni dell'ambizioso Trapani Shark, che ha rilevato il contratto in essere del giocatore pagando un buyout alla società trevigliese. In una rosa ricca di giocatori di talento alcuni dei quali prelevati da campionati superiori, Marini ha contribuito al coronamento della promozione in Serie A con un rendimento pari a 11,1 punti di media in regular season, 8,1 nella fase a orologio e 7,3 nel corso dei play-off, anche se va ricordato che, rispetto alla rosa dei primi mesi, nelle ultime fasi i siciliani hanno potuto contare anche sugli innesti di Stefano Gentile e Amar Alibegović, ingaggiati ed inseriti nelle rotazioni a stagione in corso.
Il 10 luglio 2024 è stato annunciato il suo approdo, con contratto biennale, alla Rinascita Basket Rimini, formazione di Serie A2 allenata da Sandro Dell'Agnello, già suo tecnico ai tempi di Forlì. Al termine della regular season, conclusa con il secondo posto in classifica, ha fatto registrare una media di 14,8 punti a partita, risultando il miglior marcatore della squadra, con un massimo stagionale di 33 punti contro la Nuova Pallacanestro Vigevano. Al termine della stagione regolare è stato votato miglior giocatore italiano del campionato da dirigenti, capitani e allenatori. Nei play-off, che hanno visto i romagnoli arrivare fino alla finale persa contro Cantù, ha fatto registrare 10,8 punti in 29,4 minuti di media. È rimasto a Rimini anche per la stagione 2025-2026.

## Palmarès

### Club

#### Competizioni nazionali
- Coppa Italia LNP: 1

GeVi Napoli: 2021
- Campionato italiano di Serie A2: 2

GeVi Napoli: 2020-2021
Trapani Shark: 2023-24
- Supercoppa LNP: 1

Trapani Shark: 2023

### Individuale
- Miglior giocatore italiano Serie A2:1

Rinascita Basket Rimini: 2024-25